# 海蜇屬
海蜇屬（学名：Rhopilema）是游水母科下一属。
- 海蜇 R. esculentum Kishinouye 1891[1]
- 黄斑海蜇 R. hispidum Vanhoffen 1888
- 地中海水母（英语：Rhopilema nomadica） R. nomadica，一种从印度洋-太平洋海域迁移到地中海的有毒水母。

## 毒液
海蜇毒液蜇伤人体后可造成程度不同的损伤，如黄蜂水母，刺丝可分泌类眼镜蛇毒，对人类危害最大，蜇伤后5分钟即可致人死亡。僧帽水母蜇伤人体后，患者多日才能消除伤痛。中国沿海常见有随寒流漂浮于黄海一带的沙海蜇，能分泌肽毒。黄斑海蜇主要分布于广东、广西沿海，有一定毒性。